# Anthaxia monbasica
Anthaxia monbasica es una especie de escarabajo del género Anthaxia, familia Buprestidae. Fue descrita científicamente por Théry en 1930.

## Distribución
Se distribuye por las ecozonas del Neártico, Neotrópico, región indomalaya, Paleártico y región afrotropical.